# Tadashige Shimazu
El príncipe Tadashige Shimazu (島津 忠重 Shimazu Tadashige?,  Kagoshima, 20 de octubre de 1886 - Japón, 4 de abril de 1968) fue la cabeza del clan Shimazu entre 1897 y 1968 tras suceder a su padre, Shimazu Tadayoshi. También fue un oficial naval y contraalmirante en la Armada Imperial Japonesa. Su esposa era la hija de Tokudaiji Sanetsune.

## Biografía

### Primeros años
Nacido en Kagoshima, Shimazu fue criado mayormente en la residencia de la familia Shimazu en Tokio, donde asistió a una escuela tradicional Gakushūin. En 1904, ingresó en la Academia Naval Imperial Japonesa, donde se graduó como parte de la 35ta clase en el puesto número 79 de 172 cadetes. Sirvió a bordo del crucero Itsukushima y el acorazado Fuji, y después de ser encomendado como alférez fue asignado a los cruceros Katori e Izumo.
Shimazu regresó a escuelas de armas especializadas y se convirtió en experto en artillería naval y torpedos. Como subteniente, sirvió en el acorazado Iwami y nuevamente en el Katori. De 1911-1913, dejó el servicio para asumir su lugar en la Cámara de los Pares, regresando en diciembre de 1914 al acorazado Settsu después de haber completado sus estudios de navegación y entrenamiento avanzado de artillería. Como teniente, sirvió a bordo del Tsukuba y Kawachi durante la Primera Guerra Mundial, pero no en una situación de combate.

### Carrera posterior
Después de graduarse de la Escuela de Guerra Naval en diciembre de 1920, fue ascendido a teniente comandante. Viajó a Inglaterra en diciembre de 1921 y permaneció allí hasta 1923; a su regreso, fue nombrado miembro del Estado Mayor General de la Armada Imperial Japonesa y se convirtió en instructor en la Escuela de Guerra Naval. Fue ascendido a comandante en diciembre de 1924. Shimazu fue nombrado agregado militar en Inglaterra desde diciembre de 1928 hasta diciembre de 1930. Mientras estaba en Inglaterra, también fue ascendido a capitán.
Después de su regreso a Japón, Shimazu sirvió en el Estado Mayor de la Armada y fue ascendido a contraalmirante el 15 de noviembre de 1935. Se retiró del servicio militar un mes después, el 15 de diciembre de 1935. Después de la jubilación, sirvió como asesor del Gakushūin. Durante la ocupación de Japón, su palacio en Tokio (que había sido diseñado por Josiah Conder en 1915), fue tomado por las fuerzas de ocupación estadounidenses, y actualmente es el salón principal de la Universidad de Seisen.
En la época de la posguerra, estuvo involucrado en una serie de escándalos financieros, especialmente en lo que respecta a la Compañía Shimazu Kosan. Se vio obligado a vender la mayor parte de su herencia para poder cubrir los gastos de fin de mes, incluidos los archivos del clan Shimazu, que fueron a la Universidad de Tokio. Murió en 1968 a la edad de 83 años.